# Franco Floris
Franco Floris (Cagliari, 3 luglio 1906 – Firenze, 22 novembre 1998) è stato un compositore italiano.

## Biografia
La ricostruzione degli anni di formazione appare lacunosa sino al 1924, quando fu allievo di Vito Frazzi a Firenze. Le sue composizioni giovanili non tardarono a ricevere l'attenzione degli organi di promozione musicale fascista: un suo pezzo fu eseguito durante la Prima Mostra del Sindacato Interprovinciale Fascista Musicisti della Sardegna svoltasi a Cagliari nel 1933, insieme a lavori di Ildebrando Pizzetti, Franco Margola, Umberto Micheli, Giulia Recli ed Ennio Porrino. A Firenze si specializzò con Guido Guerrini, ma le politiche di autarchia fasciste, che si applicavano anche alle teorie scolastiche, e la pratica delle nomine accademiche per chiara fama, ideate da Giuseppe Bottai nel 1938, non gli fecero ottenere subito cattedre didattiche: il suo nome compare in una relazione anonima non datata, scritta contro l'operato di Bottai, in cui si denunciava quanto valenti musicisti fossero ancora privi di un posto fisso (oltre a Floris vi si nominano una cinquantina di musicisti tra cui Carlo Maria Giulini, Goffredo Petrassi, Antonio Veretti, Luigi Dallapiccola, Renzo Rossellini e Gilda Dalla Rizza). Ottenne però il benvolere dei suoi insegnanti, grazie ai quali comincia la carriera di revisore musicale e di studioso teorico-musicale: nel 1937, Guerrini gli affida la revisione pianistica dei suoi 19 studi per pianoforte, dedicati a Carlo Clausetti di Casa Ricordi nel 1937, mentre nel 1943 Frazzi lo assiste, stilando la prefazione, nella pubblicazione della sua prima monografia, Le scale: aspetti storici e pratica pianistica, edita a Firenze da Monsalvato. È forse nel dopoguerra che finalmente viene assunto al Cherubini, dove lavorerà per il resto della sua vita come insegnante di pianoforte principale, di pianoforte complementare e di musica corale. Nel 1953, per la casa editrice Mignani di Firenze, pubblica la sua prima revisione di un'opera settecentesca (la Cantata del caffè di Bach), un campo a cui si dedicherà con buona lena per tutti gli anni '50. Dal 1955 comincia a studiare la storia dell'armonia (un suo saggio sull'argomento viene pubblicato a Firenze in quella data), e nel 1958 fa squadra con Adelmo Damerini e l'editore padovano Guglielmo Zanibon per un'edizione pratica di alcune composizioni vocali profane di Antonio Vivaldi (che viene ristampata nel 1964). Negli anni '50 si hanno sue notizie di collaborazioni con l'Accademia di Santa Cecilia e nel 1959 pubblica un grande lavoro didattico, gli Studi di armonia fondamentale (editi da Zanibon), raccolta di 34 suoi esercizi armonici e 29 temi di noti compositori italiani e stranieri: è tra le prime pubblicazioni di armonia classica a includere pezzi di musica contemporanea (ce n'è uno anche di Dmitrij Šostakovič). Nelle pause degli impegni didattici, oltre a stringere amicizia con i suoi colleghi (tra i quali Piero Farulli), cominciò a lavorare (lo zoccolo duro degli appunti è datato 1979) a un grande saggio storico-teorico sul contrappunto di Palestrina (si sarebbe intitolato probabilmente De italico contrappunto), che alla sua morte, nel 1998, è rimasto incompiuto.

## Il Fondo Floris
Le sue carte vennero raccolte da Piero Farulli nella biblioteca della sua Scuola di Musica di Fiesole nel 1999. Vi si contano 29 partiture manoscritte, molto probabilmente autografe, di sue composizioni; 18 partiture manoscritte, anch’esse probabilmente autografe, delle musiche degli autori che revisionò; 433 edizioni musicali; 211 monografie di argomento musicale; vario materiale archivistico con alcune note autografe di altri autori (tra i quali Adelmo Damerini, Valentino Bucchi, Antonio Veretti, Wolfgang Jacobi, Renzo Bossi e Corrado Barbieri). Tra queste è notevole quella di Dmitrij Šostakovič, recante l'esercizio per gli Studi di armonia fondamentale del '59, desunto dal suo primo concerto per violino. Numerose sono le carte preparatorie per la pubblicazione incompiuta su Palestrina, che rappresentano una nutrita antologia sulla prassi contrappuntistica cinquecentesca. Le 211 monografie sono state catalogate nel Sistema Documentale Integrato dell'Area Fiorentina (SDIAF), e sono rintracciabili attraverso l'OPAC pubblico.

## Elenco opere
Tra le sue carte si trovano, probabilmente autografe, 9 composizioni per pianoforte; un oratorio per soli, coro e orchestra; una Ballatella per orchestra; 3 pezzi per voce (soprattutto baritono) e orchestra; 10 per voce accompagnata; un pezzo per violino e pianoforte; un madrigale a 3 voci in stile trecentesco. Nessuna di queste opere risulta pubblicata, così come non lo furono le 14 trascrizioni e riduzioni che effettuò da opere di compositori barocchi, che il fondo conserva in manoscritti forse autografi (insieme alle revisioni dei lavori di Antonio Vivaldi edite nel 1958).

### Tabella delle composizioni
| Titolo                                                                     | Organico               | Datazione  |
| -------------------------------------------------------------------------- | ---------------------- | ---------- |
| Pezzo romantico                                                            | violino e pianoforte   | 1933       |
| Stornello                                                                  | voce e pianoforte      | 1934       |
| Orfano (su testo di Giovanni Pascoli)                                      | voce e pianoforte      | 1934       |
| Momento musicale                                                           | pianoforte             | 1935       |
| Romanza in mi minore                                                       | pianoforte             | 1935       |
| Sopra le nubi e il vento (su testo di Felice Dahn)                         | baritono e orchestra   | 1935       |
| Ballatella                                                                 | orchestra              | 1936       |
| Il cuore nascosto (su testo di Silvia Norano)                              | voce e pianoforte      | 1936       |
| Rispetto (su testo di Angiolo Orvieto)                                     | voce e pianoforte      | 1936       |
| Io leggo nel cuore che mi celi                                             | voce e pianoforte      | 1936       |
| Il dolore di Gesù                                                          | baritono e orchestra   | 1937       |
| Otto piccoli pezzi per il Marchese di Carabà (su testi di Dante Cicogneni) | voci e pianoforte      | 1945       |
| Crepuscolo                                                                 | pianoforte             | 1953       |
| Epigramma da Platone                                                       | voce e pianoforte      | 1958       |
| Madrigale Verso la vaga tramontana è gita (testo di Franco Sacchetti)      | 3 voci                 | 1958       |
| M’affaccio alla finestra                                                   | voce e pianoforte      | 1959       |
| Gaudia tempori acti                                                        | pianoforte             | 1961       |
| Petit hommage à Claude Debussy                                             | pianoforte             | 1969       |
| Silenzio (su testo di Nicola Moscardelli)                                  | voce e pianoforte      | 1969       |
| Scherzo                                                                    | pianoforte             | 1971       |
| La cuginetta è partita                                                     | pianoforte             | senza data |
| Andante                                                                    | pianoforte             | senza data |
| Siciliana                                                                  | pianoforte             | senza data |
| L’annunciazione dal santo evangelo di San Luca                             | soli, coro e orchestra | senza data |
| Novgorod                                                                   | baritono e orchestra   | senza data |
| Senti di là da queste mura                                                 | voce e pianoforte      | senza data |

### Tabella delle rielaborazioni
| Compositore              | Titolo                                                                               | Organico trascritto                                                                | Datazione della rielaborazione |
| ------------------------ | ------------------------------------------------------------------------------------ | ---------------------------------------------------------------------------------- | ------------------------------ |
| Emanuele Barbella        | Larghetto                                                                            | 2 versioni: rielaborazione per quintetto d'archi; realizzazione del basso continuo | 1939 e 1943                    |
| Benedetto Marcello       | Se franger non potete, SF A305 (1714)                                                | realizzazione del basso continuo                                                   | 1943                           |
| Johann Sebastian Bach    | Aus Liebe dalla Matthäus-Passion, BWV 244 (1727)                                     | 2 trascrizioni: per flauto, violino e orchestra; per violino e pianoforte          | 1948                           |
| Alessandro Stradella     | Queste lacrime e sospiri da San Giovanni Battista, G 3.3 (1676)                      | realizzazione del basso continuo                                                   | 1948                           |
| Antonio Maria Pacchioni  | Estinta è la mia luce da Sant'Ignazio (1678)                                         | realizzazione del basso continuo                                                   | 1958                           |
| Giovanni Bononcini       | Oimè troppo importuno. Chi mi turba i riposi? da Maddalena ai piedi di cristo (1690) | revisione e realizzazione del basso continuo per pianoforte                        | 1958                           |
| Francesco Maria Veracini | Dissertazioni armoniche sull'op. 5 di Corelli (1745 circa)                           | realizzazione del basso continuo                                                   | 1963                           |
| Jean-Jacques Rousseau    | Que le jour me dure da Échos de France. Second volume (1750 circa)                   | trascrizione                                                                       | 1970                           |
| Muzio Clementi           | Suite di valzer, opp. 38 e 39 (1798)                                                 | fantasia elaborata dai temi (dedicata a Guido Guerrini)                            | senza data                     |
| Giuseppe Tartini         | Concerto per violino e orchestra n. 9                                                | fantasia elaborata dai temi                                                        | senza data                     |

### Tabella delle pubblicazioni
| Titolo                                                                      | Luogo   | Editore    | Data        | Note                                                                                             |
| --------------------------------------------------------------------------- | ------- | ---------- | ----------- | ------------------------------------------------------------------------------------------------ |
| 19 studi per pianoforte di Guido Guerrini, dedicati a Carlo Clausetti       | Milano  | Ricordi    | 1937-1938   | Floris ha curato la revisione pianistica                                                         |
| Le scale: aspetti storici e pratica pianistica                              | Firenze | Monsalvato | 1943-1944   | prefazione di Vito Frazzi                                                                        |
| Schweigt Stille, plaudert nicht. Cantata del caffè di Johann Sebastian Bach | Firenze | Mignani    | 1953        | Floris ha curato la revisione e la realizzazione del basso continuo                              |
| Un'opera di filologia armonica immeritatamente ignorata                     | Firenze | Coppini    | 1955        | estratto dalla rivista Piazza delle belle arti, Rassegna 1953-54                                 |
| Cantate profane ad una voce media e pianoforte di Antonio Vivaldi           | Padova  | Zanibon    | 1958 e 1964 | note introduttive di Adelmo Damerini                                                             |
| Studi di armonia fondamentale                                               | Padova  | Zanibon    | 1959        | con 34 esercizi realizzati dall'autore e 29 temi proposti da noti musicisti italiani e stranieri |